# 吹越満
吹越 満（ふきこし みつる、1965年2月17日 - ）は、日本の俳優。（株）ジュ・デテストゥ・レ・コンコンブル（ジュデコン）所属。

## 来歴
青森県上北郡東北町出身。東北町立乙供中学校、青森県立野辺地高等学校卒業。
1984年7月、劇団WAHAHA本舗に参加する。ソロパフォーマーとしても活躍し、舞台では下ネタや少し下品でお馬鹿なコントや劇、テレビでは映画『ロボコップ』の一人芝居をする「ロボコップ演芸」やビートたけしのものまねなどで『ボキャブラ天国』などに出演した。納豆のCMではヴァイオリンの音に合わせ納豆をこねる芸を披露した。1999年1月にWAHAHA本舗を退団。多くの舞台、映画、テレビドラマに出演するほか、1989年から始めた『フキコシ・ソロ・アクト・ライブ』と題するソロパフォーマンス公演を数年に1本程度のペースで続けている。
女優の広田レオナと1994年12月24日に結婚し、一女をもうけるが、2005年12月12日に離婚。子供は広田に引き取られた。後に復縁し、2012年には広田と再婚したことが明らかとなったが、2016年12月に再び離婚したことが明らかとなった。
なお離婚した現在でも、吹越は広田が代表を務める事務所に所属している。一度再婚した理由について、「娘が進学するのに夫婦であった方が望ましいと思ったのと、事務所（2015年1月設立）を立ち上げるのに都合がよかった」としている。
2023年には吹越と広田の間の長女が「咲耶」の芸名で女優としてデビューしたことが明らかになっている。

## 出演

### テレビドラマ
- 演歌なアイツは夜ごと不条理な夢を見る（1992年、日本テレビ） - 国武錦一 役
- 有言実行三姉妹シュシュトリアン（1993年、フジテレビ） - フライドチキン男 役
- Trap-TV（1993年、フジテレビ） - 紳士A 役
- 敷二礼二（1994年、TBS）
- こんな私に誰がした（1996年、フジテレビ）
- 3番テーブルの客（1996年、フジテレビ）
- 金魚のフン（1996年、テレビ朝日） - ニセ警官 役
- オトナの男（1997年） - 山科賢太 役
- 薔薇の殺意〜虚無への供物（1997年、NHK BS2）
- ニュースの女（1998年、フジテレビ） - 秋吉直人 役
- ショムニ（1998年、フジテレビ） - 遠藤 役
- ランデヴー（1998年、TBS） - 田所誠治 役
- 殴る女（1998年、フジテレビ） - 澤田亮平 役
- 芸術劇場 - 秋の蛍（1998年、NHK教育）
- 月曜ドラマスペシャル 埋葬された愛（1998年、TBS） - 渡部圭介 役
- 連続テレビ小説（NHK総合）
  - すずらん（1999年） - 内藤浩士 役
  - 天花（2004年） - 宮澤賢 役
  - どんど晴れ（2007年） - 岩本裕二郎 役
  - あまちゃん（2013年） - 菅原保 役
- 小市民ケーン（1999年、フジテレビ） - 鬼頭雅也 役
- 隣人は秘かに笑う（1999年、日本テレビ） - 三浦哲司 役
- 地を這う虫（1999年、NHK BS2）
- YASHA-夜叉-（2000年、テレビ朝日） - 伊東泰之 役
- ストレートニュース（2000年、日本テレビ） - 田村元彦 役
- 柳橋慕情（2000年、NHK） - 権二郎 役
- 明日があるさ（2001年、日本テレビ） - 真島 役
- レッツ・ゴー!永田町（2001年、日本テレビ） - 結城康之 役
- 2001年のおとこ運（2001年、関西テレビ） - 伊倉誠一 役
- 大河ドラマ（NHK総合）
  - 北条時宗（2001年） - 宗尊親王 役
  - 軍師官兵衛（2014年） - 足利義昭 役
  - おんな城主 直虎（2017年） - 小野政直 役[6]
  - いだてん〜東京オリムピック噺〜（2019年） - 係員 役
  - どうする家康（2023年） - 毛利輝元 役[7]
- サラリーマン金太郎3（2002年、TBS） - 大竹勝男 役
- 太陽の季節（2002年）- 津川伊織 役
- 怪談百物語（2002年） - 青山播磨 役
- 松本清張没後10年企画・家紋 （2002年、テレビ東京） - 真典 役
- 真夜中の雨（2002年、フジテレビ） - 八木沢弘二 役
- ナイトホスピタル〜病気は眠らない〜（2002年、よみうりテレビ） - 角田俊輔 役
- 共犯者（2003年、日本テレビ） - 小林浩介 役
- ワルシャワの秋（2003年、関西テレビ） - 柿沼徳太郎 役
- 離婚弁護士 第3話（2004年、フジテレビ） - 堀井浩志 役
- 菊亭八百善の人びと（2004年、NHK総合） - 杉山福二郎 役
- 竜馬がゆく（2004年、テレビ東京） - 後藤象二郎 役
- 八つ墓村（2004年、フジテレビ） - 田治見庄左衛門 / 要蔵 / 久弥 役
- 相棒 season3 15話（2005年、テレビ朝日） - 幸田紀夫 役
- 大化改新（2005年、NHK総合） - 軽皇子 役
- 巷説百物語 狐者異（2005年、WOWOW） - 考物の百介 役
- 黒革の手帖スペシャル〜白い闇（2005年、テレビ朝日） - 白木淳三 役
- 文學の唄 恋する日曜日「新居」（2005年、BS-i） - 鈴鹿紋多 役
- 富豪刑事（2005年、テレビ朝日） ‐ 高森陽一 役
- 仕掛人・藤枝梅安（2006年） ‐ 菊之助 役
- 新選組!! 土方歳三 最期の一日（2006年、NHK総合） - 大鳥圭介 役
- 松本清張 けものみち（2006年、テレビ朝日） - 秦野重武 役
- 警視庁捜査一課9係・特捜9シリーズ（テレビ朝日） - 青柳靖 役
  - 警視庁捜査一課9係（2006年）
  - 警視庁捜査一課9係 年末スペシャル（2006年）
  - 警視庁捜査一課9係 season2（2007年）
  - 警視庁捜査一課9係 season3（2008年）
  - 新・警視庁捜査一課9係（2009年）
  - 新・警視庁捜査一課9係 season2（2010年）
  - 新・警視庁捜査一課9係 season3（2011年）
  - 警視庁捜査一課9係 season7（2012年）
  - 警視庁捜査一課9係 season8（2013年）
  - 警視庁捜査一課9係 season9 スピンオフSP（2014年）
  - 警視庁捜査一課9係 season9（2014年）
  - 警視庁捜査一課9係 日曜エンタ・ドラマスペシャル（2014年）
  - 警視庁捜査一課9係 season10（2015年）
  - 警視庁捜査一課9係 season11（2016年）
  - 警視庁捜査一課9係 season12（2017年）
  - 特捜9（2018年4月11日 - 6月13日）
  - 特捜9 スペシャル（2019年4月7日）
  - 特捜9 season2（2019年4月10日 - 6月26日）
  - 特捜9 season3（2020年4月8日 - 7月22日）
  - 特捜9 season4（2021年4月7日 - 6月30日）
  - 特捜9 season5（2022年4月6日 - 6月22日）[8]
  - 特捜9 season6（2023年4月5日 - 5月31日）[9]
  - 特捜9 season7（2024年4月3日 - 6月5日）[10]
  - 特捜9 final season（2025年4月9日 - 6月11日）[11]
- 黒い太陽 ドラマシリーズ（テレビ朝日） - 大滝良介 役
  - 黒い太陽（2006年）
  - 黒い太陽 '07スペシャル（2007年）
- 弁護士 灰島秀樹（2006年、フジテレビ） - 篠田真一 役
- 氷点（2006年、テレビ朝日） - 佐石土雄 役
- 嫌われ松子の一生（2006年、TBS） - 小野寺保 役
- 土曜ワイド劇場 棟居刑事の純白の証明（2007年2月10日、テレビ朝日） - 三浦秀男 役
- 介助犬ムサシ〜学校へ行こう!〜（2007年、フジテレビ） - 森岡祐司 役
- 愛の流刑地（2007年、日本テレビ） - 入江徹 役
- 女帝（2007年、朝日放送・テレビ朝日） - 香田譲司 役
- 月曜ゴールデン 松本清張スペシャルドラマ・塗られた本（2007年12月17日、TBS） - 青沼禎一郎 役
- ハリ系（2008年、日本テレビ） - 古川シゲ 役
- 怨み屋本舗スペシャル 家族の闇 モンスターファミリー（2008年、テレビ東京） - 坂下守 役
- 天と地と（2008年、テレビ朝日） - 上杉憲政 役
- ロス:タイム:ライフ 第7話「極道の妻」編（2008年、フジテレビ） - 竜崎組組長 竜崎秀雄 役
- 男装の麗人〜川島芳子の生涯〜（2008年、テレビ朝日） - 田中隆吉 役
- ルパンの消息（2008年、WOWOW） - 大友稔 役
- 歌のおにいさん（2009年、テレビ朝日） - 安斉遼二 役
- 必殺仕事人2009 第3話「偽装詐欺」（2009年、朝日放送・テレビ朝日） - 平吉 役
- ヴォイス〜命なき者の声〜 第5話「見えないスクープ写真」（2009年、フジテレビ） - 岡原浩介 役
- ありふれた奇跡（2009年2月、フジテレビ） - 立川 役
- キイナ〜不可能犯罪捜査官〜（2009年2月18日、日本テレビ） - 宮下医師 役
- オトコマエ!2 第2話（2009年9月12日、NHK総合） - 稲葉屋 役
- 借王〈シャッキング〉-銭の達人-（2009年10月10日 - 11月28日、WOWOW） - 越川元宏 役
- 浅見光彦〜最終章〜 最終話（2009年12月16日、TBS） - 宮田治夫 役
- 柳生武芸帳（2010年1月2日、テレビ東京） - 川野黎左衛門 役
- 同窓会〜ラブ・アゲイン症候群（2010年、テレビ朝日） - 宮沢誠一郎 役
- 雪冤（2010年9月29日、テレビ東京） - 石和洋次弁護士 役
- 秘密（2010年、テレビ朝日） - 梶川幸広 役
- 幻夜（2010年、WOWOW） - 浜中洋一 役
- デカワンコ（2011年、日本テレビ） - 小松原勇気 役
- 桜からの手紙（2011年、日本テレビ） - 小嶋陽三 役
- 犬を飼うということ〜スカイと我が家の180日〜（2011年、テレビ朝日） - 野崎誠吾 役
- JIN-仁- 完結編（2011年5月15日、TBS） - 坂東吉十郎 役
- 金曜プレステージ（フジテレビ）
  - 私立探偵・下澤唯〜悲しみの殺人迷路〜（2011年7月22日） - 兵藤風太 役
  - 女秘匿捜査官 原麻希 アゲハ（2012年7月13日） - 広田達也 役
- 使命と魂のリミット（2011年11月5日・12日、NHK総合） - 七尾行成 役
- HUNTER〜その女たち、賞金稼ぎ〜 第7話（2011年11月22日、関西テレビ） - 中村信夫 役
- 俺の空 刑事編 第7話 - 最終話（2011年12月、テレビ朝日） - 草加竜太郎 役
- 運命の人（2012年、TBS） - 坂元勲 役
- 4夜連続ドラマ O-PARTS〜オーパーツ〜（2012年2月27日 - 3月1日、フジテレビ） - 牧村公人 役
- 灰色の虹（2012年5月19日、テレビ朝日） - 小西晃次 役
- みをつくし料理帖（2012年9月22日、テレビ朝日） - 語り
- ラストホープ（2013年、フジテレビ） - 益田浩二 役
- ソドムの林檎〜ロトを殺した娘たち（2013年、WOWOW） - 宮村信輝 役
- 女信長（2013年） - 毛利輝元 役
- 潜入探偵トカゲ（2013年、TBS） - 山根憲二 役
- 刑事のまなざし 第4話（2013年、TBS） - 栗原裕久 役
- 僕のいた時間（2014年、フジテレビ） - 谷本医師 役
- LEADERS リーダーズ（2014年、TBS） - 児島正彦 役
- ビター・ブラッド（2014年、フジテレビ） - 稲木俊文 役
- ホワイト・ラボ〜警視庁特別科学捜査班〜 第2話（2014年、TBS） - 石田隆弘 役
- きょうは会社休みます。（2014年、日本テレビ） - 立花貴昭 役
- 問題のあるレストラン（2015年1月 - 3月、フジテレビ） - 土田数雄 役
- REPLAY & DESTROY 第1話・3話・最終話（2015年4月 - 6月） - 富田正行
- 植物男子ベランダーシリーズ（NHK BSP） - 植物刑事 枳殻宏 役
  - 植物男子ベランダー SEASON2（2015年6月11日）
  - 植物男子ベランダー SEASON3（2016年6月9日）
- 月曜ゴールデン スクープ 遊軍記者・布施京一（2015年6月15日、TBS） - 鳩山昭夫 役
- エイジハラスメント（2015年7月 - 9月、テレビ朝日） - 浅野誠 役
- 釣りバカ日誌〜新入社員 浜崎伝助〜（2015年10月 - 12月、テレビ東京） - 佐々木和男 役[12]
  - 新春ドラマスペシャル「釣りバカ日誌〜新米社員 浜崎伝助〜伊勢志摩で大漁! 初めての出張編」（2017年1月2日）
  - 釣りバカ日誌〜新米社員 浜崎伝助〜（2017年4月 - 6月）
  - ドラマスペシャル「釣りバカ日誌〜新米社員 浜崎伝助〜瀬戸内海で大漁! 結婚式大パニック編」（2019年1月4日）
- 土曜ワイド劇場 特別企画 スペシャリスト4（2015年12月12日、テレビ朝日） - 滝道博喜 役
  - 連続ドラマ（2016年1月14日 - 3月17日）
- 名古屋行き最終列車 第4弾 第2夜（2016年2月3日、メ～テレ） - 深見圭介 役
  - 名古屋行き最終列車 第5弾 第2夜（2017年2月8日）
  - 名古屋行き最終列車 第6弾 第2話（2018年1月23日）
  - 名古屋行き最終列車 第7弾 第7話（2019年2月26日）
- 悪党たちは千里を走る 第7話 - 最終話（2016年3月2日 - 23日、TBS） - 黒田敏機 役
- 放送90年 大河ファンタジー「精霊の守り人」シリーズ（NHK総合） - ガカイ 役
  - 精霊の守り人（2016年3月19日 - 4月9日）
  - 精霊の守り人II 悲しき破壊神（2017年1月21日 - 3月25日）
  - 精霊の守り人 最終章（2017年11月25日 - 2018年1月27日）
- 土曜ワイド劇場 おかしな刑事14（2016年10月22日、テレビ朝日） - 青柳靖 役
- コールドケース 〜真実の扉〜 第1話（2016年10月22日、WOWOW） - 森永顕彰 役
- 視覚探偵 日暮旅人 第2話 - 最終話（2017年1月29日 - 3月19日、日本テレビ） ‐ 白石孝徳 役
- 現ナマ弁護士（2017年3月5日、テレビ東京） - 亀井川法介 役
- 松本清張「花実のない森」（2017年3月29日、テレビ東京） ‐ 井上幸太郎 役
- ハロー張りネズミ 第2話・第3話（2017年7月21日・28日、TBS） - 仲井隆 役
- 浅田次郎 プリズンホテル 第1話・第9話（2017年10月7日・12月9日、BSジャパン） - 木戸孝之介 役
- 黒薔薇 刑事課強行犯係 神木恭子（2017年12月16日、テレビ朝日） - 槙春彦 役
- ヘヤチョウ（2017年12月17日、テレビ朝日） - 吉沢誠 役
- 忘却のサチコ（テレビ東京） ‐ 白井智昭 役
  - スペシャルドラマ（2018年1月3日）
  - 連続ドラマ（2018年10月13日 - 12月29日）
- アンナチュラル 第3話・最終話（2018年1月26日・3月16日、TBS） ‐ 烏田守 役
- 探偵物語（2018年4月8日、テレビ朝日） ‐ 高峰清人 役
- いつかこの雨がやむ日まで（2018年8月4日 - 9月29日、東海テレビ） - 天竺要 役
- 名奉行!遠山の金四郎（2018年8月13日、TBS） ‐ 歌川国芳 役
- 正月時代劇 家康、江戸を建てる 後編（2019年1月3日、NHK総合） ‐ 後藤長乗 役
- トレース〜科捜研の男〜 第1話（2019年1月7日、フジテレビ） - 五十嵐康信 役
- 4K大型時代劇スペシャル 紀州藩主・徳川吉宗（2019年2月8日、BS朝日） - 柳沢吉保 役
- イノセンス 冤罪弁護士 第6話（2019年2月9日、日本テレビ） - 有珠田義信 役[13]
- 騎士竜戦隊リュウソウジャー（2019年3月17日 - 2020年3月1日、テレビ朝日） - 龍井尚久 / セトー / リュウソウブラウン 役[14][15]
- 「このミス」大賞ドラマシリーズ 時空探偵おゆう 大江戸科学捜査（2019年7月5日 - 、カンテレ） - 藤屋久兵衛 役
- これは経費で落ちません!（2019年7月26日 - 9月27日、NHK総合） - 新発田英輝 役
- 死役所 第9話・最終話（2019年12月12日・19日、テレビ東京） ‐ 蓮田栄山 役
- 作家刑事 毒島真理（2020年11月30日、テレビ東京） - 麻生警部 役[16]
- 年の差婚（2020年12月15日 - 2021年2月9日、毎日放送・TBS） - 村上源一郎 役
- きよしこ（2021年3月20日、NHK総合） - 室井哲男 役[17][18]
- 正義の天秤 第4話（2021年10月16日、NHK総合） - 宮地幹雄 役
- ファーストペンギン!（2022年10月5日 - 12月7日、日本テレビ） - 磯田高志 役[19][20]
- 超人間要塞ヒロシ戦記（2023年2月13日 - 3月16日、NHK総合） - ハジメ・カイセル 役[21]
- 藤子・F・不二雄 SF短編ドラマ「親子とりかえばや」（2023年4月23日、NHK BSP・BS4K） - 主演・相良鉄男 役[22]
- NHKスペシャル“宗教2世”を生きる ドラマ編「神の子はつぶやく」（2023年11月3日、NHK総合） - 宮本 役[23]
- OZU 〜小津安二郎が描いた物語〜 第3話「非常線の女」（2023年11月26日、WOWOW）[24]
- 闇バイト家族（2024年1月6日 - 3月23日、テレビ東京）[25]
- 広重ぶるう（2024年3月23日、NHK BSP4K） - 歌川国貞 役[26]
- 最寄りのユートピア（2024年9月25日、フジテレビ） - 工藤慎吾 役[27]
- 潜入兄妹 特殊詐欺特命捜査官（2024年10月5日 - 12月14日、日本テレビ） - 玄武（六角大吾） 役[28]
- プライベートバンカー 第3話 - 第5話・最終回（2025年1月23日 - 2月6日・3月6日、テレビ朝日） - 伊勢崎大和 役[29]
- 花のれん（2025年3月8日、テレビ朝日） - 河島孫一 役[30]
- 地震のあとで 第1話『UFO が釧路に降りる』（2025年4月5日、NHK総合） - 神栖 役[31][32]
- TOKAGE 警視庁特殊犯捜査係（2025年6月30日、テレビ東京） - 相馬徹郎 役[33]

### 映画
- つぐみ（1990年） - 不良グループのリーダー・藤内 役
- 四姉妹物語（1995年） - 郵便配達員 役
- アタシはジュース（1996年）
- ガメラ2 レギオン襲来（1996年） - 帯津 役
- ご存知!ふんどし頭巾（1997年） - 赤森塔壱 役
- そして天使は歌う ぼ・ぼ・僕らは正義の味方（1997年） - 少年レッド 役[34]
- ラブ&ポップ（1998年） - ヨシムラ 役
- SF サムライ・フィクション（1998年） - 犬飼平四郎 役
- ホワイトアウト（2000年） - 笠原義人 役
- episode 2002 Stereo Future（2002年） - 黒木涼 役
- RED SHADOW 赤影（2001年） - 半月 役
- ミスター・ルーキー（2002年） - 矢部 役
- たそがれ清兵衛（2002年） - 飯沼倫之丞 役
- ゴジラ×メカゴジラ（2002年） - 館山のアナウンサー 役[1]
- スパイ・ゾルゲ（2003年） - 西園寺公一 役
- レディ・ジョーカー（2004年） - 高克己 役
- 北の零年（2005年） - 長谷慶一郎 役
- 怪談新耳袋 幽霊マンション（2005年） - 大和充 役
- 容疑者 室井慎次（2005年） - 篠田真一 役
- LIMIT OF LOVE 海猿（2006年） - 海老原真一 役
- TWO LOVE 〜二つの愛の物語〜「キャッチボール」（2006年） - 清水 役
- 代々木ブルース（2006年）
- 手紙（2006年） - 緒方忠夫 役
- 恋する日曜日 私。恋した（2007年） - 絵里子の夫 役
- 母べえ（2008年） - 杉本検事 役
- リアル鬼ごっこ（2008年） - 佐藤輝彦 役
- Sweet Rain 死神の精度（2008年） - 大町健太郎 役
- 宮部みゆき「長い長い殺人」（2008年） - 佐々木祐介 役
- Cinema Clip七人の侍（2008年） - 久蔵 役
- スパゲッティナポリタン（2008年） - 短編映画集『男たちの詩』より
- 三本木農業高校、馬術部（2008年） - 菊地隆 役
- 特命係長 只野仁 最後の劇場版（2008年） - 村川秀行 役
- 愛のむきだし（2009年） - 救済会の神父 役
- 旭山動物園物語 ペンギンが空をとぶ（2009年） - 動物愛護団体のリーダー 役
- 鎧 サムライゾンビ（2009年） - 茂雄 役
- 恋極星（2009年） - 柏木浩一 役
- 新宿インシデント（2009年） - 刑事 役
- THE CODE/暗号（2009年） - 探偵575 役
- 真夏のオリオン（2009年） - 中津弘 役
- ちゃんと伝える（2009年） - 渡辺先生 役
- BALLAD 名もなき恋のうた（2009年） - 二右衛門 役
- 引き出しの中のラブレター（2009年） - 竹下淳 役
- 天使の恋（2009年） - 下山昌男 役
- 掌の小説・第1話「笑わぬ男」（2010年） - 男 役
- ヘヴンズ ストーリー（2010年） - サトの父 役
- 冷たい熱帯魚（2011年） - 社本信行 役
- アンフェア the answer（2011年） - 武田信彦 役
- ツレがうつになりまして。（2011年） - 杉浦 役
- アントキノイノチ（2011年） - 永島信介 役
- ヒミズ（2012年） - 田村圭太 役
- アフロ田中（2012年） - 鈴木シンジ 役
- 宇宙兄弟（2012年） - JAXA職員 鶴見鉄太郎 役
- 希望の国（2012年） - 水島 役
- 悪の教典（2012年） - 釣井正信 役
- 土竜の唄 潜入捜査官REIJI（2014年） - 酒見路夫 役
  - 土竜の唄 香港狂騒曲（2016年） - 酒見路夫 役
  - 土竜の唄 FINAL（2021年） - 酒見路夫 役
- 東京難民（2014年） - 荒木 役
- 銀の匙 Silver Spoon（2014年） - 八軒数正 役
- お江戸のキャンディー（2015年） - 六条近々正 役
  - お江戸のキャンディー2 ロワゾー・ドゥ・パラディ（天国の鳥）篇（2017年） - 松原正親 役
  - 遮那王 お江戸のキャンディー3（2019年） - 梶原景時 役
- 友だちのパパが好き（2015年） - 主演・箱崎恭介 役[35]
- いきなり先生になったボクが彼女に恋をした（2016年）
- チェリーボーイズ（2018年） - 国森信明 役
- モリのいる場所（2018年） - 水島 役
- 名前のない女たち（2018年） - 志村篤 役
- レディ in ホワイト（2018年） - 酒田稔 役
- うちの執事が言うことには（2019年） - 烏丸真一郎 役
- よこがお（2019年）- 戸塚 役
- 騎士竜戦隊リュウソウジャー THE MOVIE タイムスリップ!恐竜パニック!!（2019年） - 龍井尚久 役
- 嘘八百 京町ロワイヤル（2020年）  - 青山一郎 役
  - 嘘八百 なにわ夢の陣（2023年）  - 青山一郎 役
- 劇場（2020年） - 本人役
- 銃2020（2020年） - 刑事 役
- 大コメ騒動（2021年） - 水野源蔵 役
- エッシャー通りの赤いポスト（2021年12月25日） - でん 役
- 天上の花（2022年冬公開、太秦）- 萩原朔太郎 役[36]
- 銀平町シネマブルース（2023年2月10日） - 梶原啓司 役[37]
- Winny (2023年3月10日、KDDI／ナカチカ） - 秋田真志 役[38]
- リボルバー・リリー（2023年8月11日、東映）[39]
- Love Will Tear Us Apart（2023年8月19日、VANDALISM） - 神山総一 役[40][41]
- アングリースクワッド 公務員と7人の詐欺師（2024年11月22日、ナカチカピクチャーズ / JR西日本コミュニケーションズ） - 安西元義 役[42][43]
- フロントライン（2025年6月13日、ワーナー・ブラザース映画）[44]
- アフター・ザ・クエイク（2025年10月3日公開予定、ビターズ・エンド） - 神栖 役[45]

### ウェブドラマ
- 全裸監督2（2021年6月24日 全話配信、Netflix） - 白石 役
- 新聞記者（2022年1月13日配信、Netflix）- 北村賢一 役
- THE DAYS（2023年6月1日、Netflix） - 脇谷 役[46]
- 警視庁麻薬取締課 MOGURA（2025年1月9日〈予定〉 - 、ABEMA） - 草田勘九郎 役[47]

### オリジナルビデオ
- 竹中直人の放送禁止テレビ（1985年）
- ギニーピッグ4 ピーターの悪魔の女医さん（1986年） - 変態性刺青移転病 役
- 腹切りカフェ（1992年）
- UFO仮面ヤキソバン 怒りのあげ玉ボンバー（1993年）
- 時空戦士 魅鬼（1993年）
- 痴漢白書（1995年）
- 闘牌伝アカギ（1995年）
- 湘南爆走族 帰ってきた伝説の5人（1997年）
- 進研ゼミ中学講座 ビデオでわかる空間図形 魔界からの挑戦状（1997年1月号）

### 舞台
- 絶妙な関係II（1989年、大人計画、作・演出：松尾スズキ）
- ゲームの達人（1990年、大人計画、作・演出：松尾スズキ）
- 遊園地再生（1990年、遊園地再生事業団、作・演出：宮沢章夫）
- カラマーゾフの兄弟（1992年、フラワーズ・カンパニー、原作：フョードル・ドストエフスキー / 脚本・演出：木野花）
- 贋作 罪と罰（1995年、NODA・MAP、作・演出：野田秀樹）
- DORA 100万回生きたねこ（1996年、ホリプロ、原作：佐野洋子 / 脚本：筒井ともみ / 演出：フィリップ・ドゥクフレ）
- ともだちが来た（1997年、OMSプロデュース、作：鈴江俊郎 / 演出：岩松了）
- 郵便配達夫の恋（1997年、ホリプロ、原作：真柴あずき / 原案・脚本：砂本量 / 演出：吉川徹）
- Right Eye（1998年、NODA・MAP、作・演出：野田秀樹）
- エレファント・バニッシュ（2003、2004年、世田谷パブリックシアター、原作：村上春樹 / 演出：サイモン・マクバーニー）[注釈 1]
- ニンゲン御破算（2003年、Bunkamura、作・演出：松尾スズキ）
- 悪夢のエレベーター（2008年、梅田芸術劇場、原作・脚本：木下半太 / 演出：ダンカン）
- タトゥー（2009年、新国立劇場、作：デーア・ローアー / 演出：岡田利規）
- 農業少女（2010年、東京芸術劇場、作：野田秀樹 / 演出：松尾スズキ）
- 微笑の壁（2010年、城山羊の会、作・演出：山内ケンジ）
- ヒッキー・ソトニデテミターノ（2012年、パルコ、作・演出：岩井秀人）
- ポリグラフ 嘘発見器（2012年、東京芸術劇場、脚本・構想：マリー・ブラッサール・ロベール・ルパージュ / 演出：吹越満）
- シダの群れ3 港の女歌手編（2013年、Bunkamura、作・演出：岩松了）
- 水仙の花 narcissus（2015年、城山羊の会、作・演出：山内ケンジ）
- ゴーゴーボーイズ ゴーゴーヘブン（2016年、Bunkamura、作・演出：松尾スズキ）
- 相談者たち（2017年、城山羊の会、作・演出：山内ケンジ）
- プルートゥ PLUTO（2018年、Bunkamura、作：谷賢一、演出：シディ・ラルビ・シェルカウイ）
- 太宰を聴く〜太宰治朗読会〜（2024年、三鷹市芸術文化センター 星のホール）[48]
- チ。-地球の運動について-（2025年、新国立劇場 中劇場 他）[49]

### プロモーションビデオ
- 斉藤由貴「街角のスナップ」（1987年）
- 浜田省吾「I am a father」（2005年）

### ゲーム
- アナザー・マインド（1998年） - 砂原巧 役 ※友情出演
- とんでもクライシス!（1999年） - 棚祭種男の声、モーションアクター
- 龍が如く5 夢、叶えし者（2012年） - 勝矢直樹 役

### ラジオドラマ
- 青春アドベンチャー『不思議屋旅行代理店』（2000年10月16日 - 27日、NHK-FM）
- FMシアター『明日、四万十のほとりで』（2002年12月21日、NHK-FM）
- FMシアター 『鮨屋の二つ目』（2017年1月7日、NHK-FM）[50]
- FMシアター 『大工』（2018年7月28日、NHK-FM）[51]

### バラエティ
- 日本ものまね大賞（フジテレビ）
- ナベさんミッちゃんのまねまね天国!（テレビ東京、お笑いメジャーリーグ） - 初代5週勝ち抜きチャンピオン
- 水曜特バン! - ビートたけし杯争奪演芸大会（1991年12月、テレビ朝日）
- たまにはキンゴロー（1992年4月 - 9月、フジテレビ）
- つぶれ荘物語（1992年4月 - 10月、よみうりテレビ） - ナレーション
- タモリのSUPERボキャブラ天国（フジテレビ、ボキャブラ発表会 ザ・ヒットパレード） - キャッチコピーは「パントマイムの若大将」
- 全力坂（テレビ朝日） - ナレーション
- 第64回NHK紅白歌合戦（2013年、NHK総合・ラジオ第1）
- Qさま!!3時間スペシャル 芸能人・医者・大学の先生が対決!本当に頭がいいのは誰だ!? 第2回学力王決定戦（2015年3月23日、テレビ朝日） - 問題ナレーター
- 直撃!シンソウ坂上 再現ドラマ「西鉄バスジャック事件」（2018年5月3日、フジテレビ） ‐ ナレーション

### CM
- 綜合警備保障
- 全日空
- 新光証券
- サガ フロンティア - リュートの声
- ローソン「それいけ!ローソン通り物語」（1994 - 1996年） - リーダー 役
- フジッコ 納豆
- ベネッセコーポレーション たまごクラブ・ひよこクラブ・こっこクラブ（1994年） - 初代パパ 役
- 大塚製薬「アミノバリュー」（2003 - 2004年）
- NTTドコモ「出会い系サイト接続抑制」（2008年）
- プロミス （2012年 - ）
- 大和証券「ダイワファンドラップ」（2016年）※渡辺謙・橋本さとし・滝藤賢一と共演[52]。
- BOAT RACE振興会「アイアム ア ボートレーサー」編（2022年） - ベテラン選手・通称「ガリコシ」役[53]

### その他
- 007 映画ナビゲーター（2019年度のみ、BS-TBSでの007全作の本編前後の解説コーナーで007知識やエピソードを紹介していた。ジェームズ・ボンドの日本語版吹き替え声優2名（堀内賢雄・小杉十郎太）の解説もあった。2020年度以降は本編のみで、吹越と声優2名のナビゲーターコーナーはなし）

## 受賞歴
- 1998年
  - 第19回ザテレビジョンドラマアカデミー賞 助演男優賞（『殴る女』）

## DVD
- mr.モーション・ピクチャー
- フキコシ・ソロ・アクト・ライブラリー吹越満「XVIII」
- シモキタ・コメディ・ナイト・クラブ 今夜の出演：吹越満
- フキコシ・ソロ・アクト・ライブラリー吹越満【タイトル未定】〜このライブのタイトルはタイトル未定です〜